# Армия Петра I

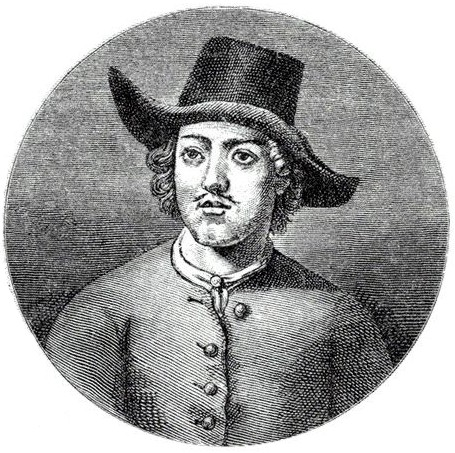
Прижизненный портрет Петра Великого, около 1699 года.

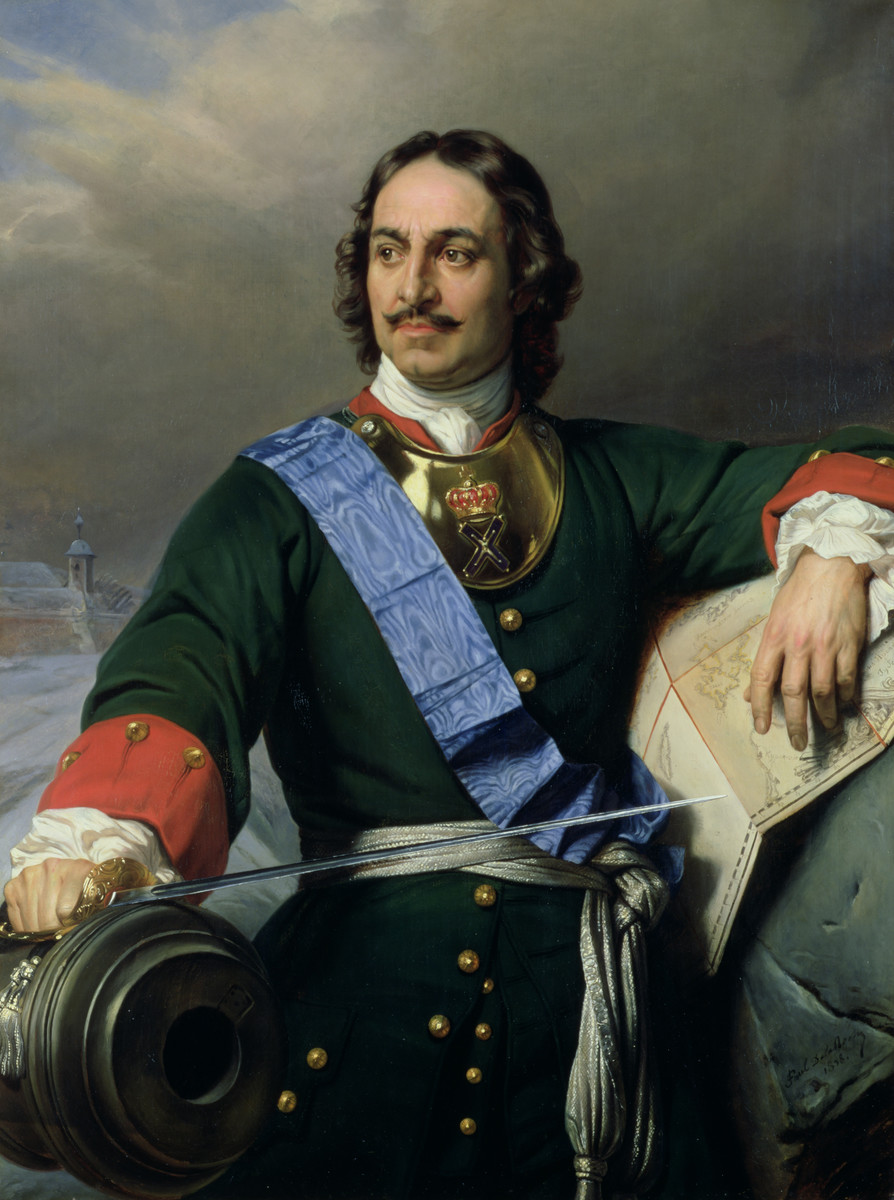
Пётр I в форме одежды офицера Лейб-гвардии Преображенского полка.

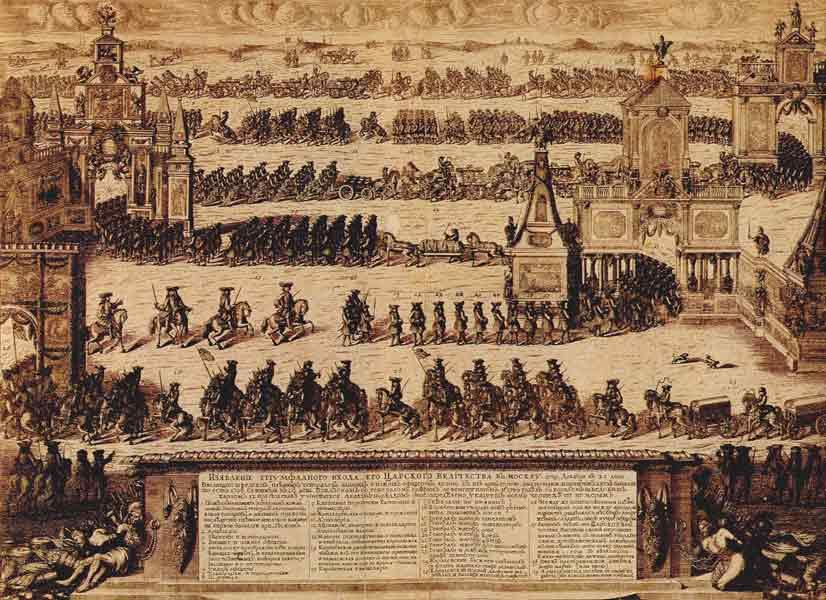
А. Ф. Зубов, Торжественное вступление русских войск в Москву после Полтавской победы 21 декабря 1709 года, работа 1711 года.

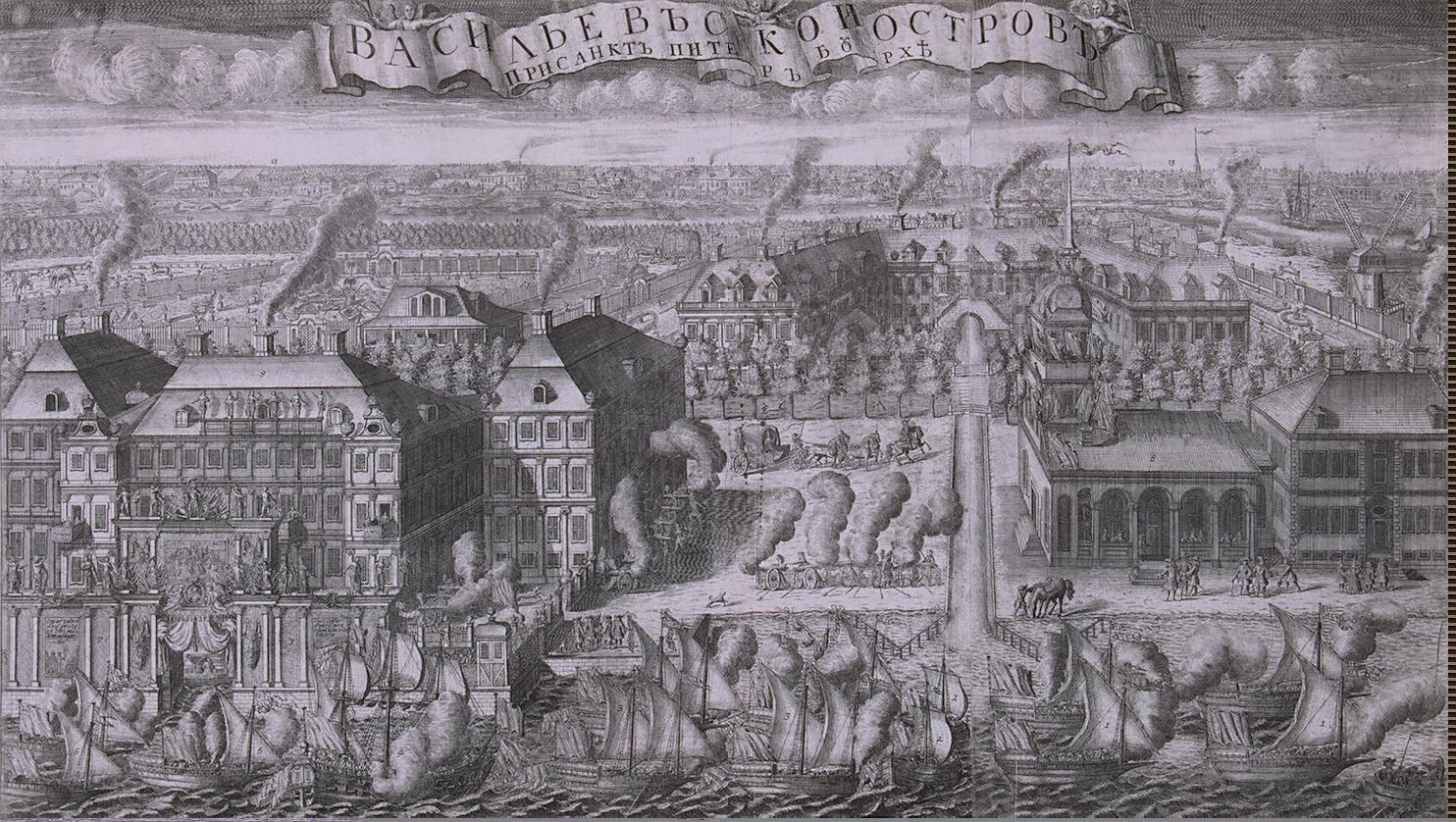
А. Ф. Зубов, Пленные шведские корабли, введённые в Санкт-Петербург после Гангутского сражения, работа 1715 года.

А́рмия Петра́ I (собирательно — «Русская армия») — регулярная армия и флот, а позднее и гвардия, Российского царства, существовавшая с 1682 года по 1721 год.
Армия создана российским царём (позднее, императором) Петром I на основе начавших появляться в России ещё в период царствования его отца желдаков, называемых позднее историками, полков нового (иноземного) строя, стрелецкого войска и казаков, с учётом новейших европейских достижений в области военного искусства.

... начал регулярное войско употреблять. ...— Пётр I о своём отце Алексее Михайловиче.
Армия заменила нерегулярные поместные войска, являвшиеся феодальным пережитком, и стрелецкие части, выступившие против Петра I в период борьбы за власть и затем постепенно им расформированные. Гвардия, армия и флот комплектовались на основе рекрутской повинности (также до середины XVIII века сохранялась обязательная служба дворян). Позже была преобразована в результате военной реформы, проведённой в 1860-х — 1870-х годах, в период царствования Александра II, который, в том числе, ввёл всеобщую воинскую обязанность, сократил численность гвардии, армии, флота и других формирований мирного времени на 40 % и сроки службы, также вооружённые силы были снабжены новейшим вооружением.

## Русское войско до Петра I
Русское государство XVII века было в состоянии выставить в поле более 200 тысяч человек. В основном она состояла из ополчения служилых людей, которые жили на предоставленной им государством «для службы» земле. По призыву правительства они должны были идти в поход на конях и с вооружением, которое соответствовало по особой росписи количеству земли, дававшемуся служилому человеку.

«Формирование войска из постоянно существующих разрядных полков облегчало приведение войска в боевую готовность, а также повышало его боеспособность. Состав и организация походного войска представляются в следующем виде. Основной административной и строевой единицей войска был полк (солдатский, рейтарский, стрелецкий и тому подобное). Несколько таких полков пехоты и конницы сводились в воеводские (генеральские) полки; иногда генеральские полки входили в воеводские полки. Воеводские полки объединялись в боярские полки, каковыми с середины XVII в. были (кроме большого полка) разрядные полки. Боярские полки как самостоятельные составные части войска объединялись под общим командованием первого воеводы большого полка (главнокомандующего). Войсковые соединения до боярских полков включительно (кроме большого полка) существовали и в мирное время. Для похода эти полки объединялись, с добавлением большого полка, в походное войско»— А. В. Чернов, Вооруженные силы Рycского Государства в XV — XVII веков. — М.: Воениздат, 1954 год.
Ядро московского войска являлось собственно ополчением и совершенно не походило на регулярную армию. Это было наследственное войско. Сын служилого человека должен был стать с возрастом служилым человеком. Каждый ратник шёл в поход и содержал себя в войске на свои собственные средства; никакой учебной выправки и однообразного вооружения у этого войска не было.
C XVII века служилые люди были поселены особенно густо на тех окраинах государства, которым в то время особенно угрожали враги — крымские татары и Речь Посполитая, то есть служилые люди жили больше по южной и западной границе государства. В XVII веке начинаются войны со Швецией, и особенное значение приобретает как раз менее густонаселённая служилыми людьми северо-западная граница. По этой причине русское войско не могло достаточно быстро сосредоточиться здесь и потому часто терпело поражения.
Все эти недостатки в устройстве своего войска московское правительство осознавало. Ещё в первые времена Русского государства в подмогу конному служилому ополчению правительство стало заводить отряды постоянно служившей и обучавшейся своему делу стрельцов (пехоты), конницы и наряд (артиллерии), — это были полки стрельцов и отряды пушкарей и затинщиков. Устройство стрелецкого войска было, однако, таково, что и стрельцы, проживая в мирное время по своим слободам и занимаясь ремёслами и мелкой торговлей, больше походили на поселённое ополчение, чем на регулярное войско. К тому же обучение этого войска было поставлено очень слабо с военной точки зрения. При встречах с лучше обученными регулярными войсками шведов, русские, если не подавляли численностью, вынуждены были отступать.
Московское правительство уже со времён Василия III начало нанимать на службу целые отряды иноземной пехоты. Сначала эти отряды играли только роль почётного конвоя при государе, но со времён Смуты отряды наёмных служилых иноземцев начали входить в русское войско. Правительство царя Михаила в 1631 году, ожидая войны с Польшей, отправило в Швецию полковника Александра Лесли для найма 5 000 солдат-пехотинцев.
Однако, как случилось в 1634 году в русско-польской войне под Смоленском, был возможен переход иностранных наёмников на сторону неприятеля. Поэтому было создано несколько пеших и конных полков, в том числе из беспоместных и малопоместных служилых людей, которые был обучены иностранными офицерами. К концу царствования Фёдора Алексеевича насчитывалось уже 63 полка такого войска численностью в 90 тысяч человек.
Вместе с устройством полков иноземного строя было намечено и изменение устройства армии Русского государства, согласно «новым в деле ратном вымыслам», для чего при царе Фёдоре Алексеевиче была составлена в 1681 году комиссия из выборных от всех служилых чинов под председательством князя В. В. Голицына.
Введение войск иноземного строя изменило его состав: оно перестала быть сословной в своей основе. В солдатские, рейтарские, драгунские, гусарские полки нельзя было набирать одних только служилых людей — помещиков. От служивых требовалась постоянная служба и постоянное упражнение в военном деле, их нельзя было отпускать домой в мирное время и созывать только в военное. Поэтому служивых в иноземные полки стали набирать тем же способом, как впоследствии рекрутов.

## Преобразования Петра в военном деле
От своих предшественников Пётр I унаследовал войско, если и не удовлетворяющую всем требованиям тогдашней военной науки, то уже приспособленное для дальнейшего переустройства ввиду новых требований. В Москве находились два «выборных» полка (Бутырский и Лефортовский), которые возглавляли учителя Петра в военном деле «иноземцы» П. Гордон и Ф. Лефорт.

### «Потешные войска»
В своих «потешных» сёлах Пётр устроил два новых полка — Преображенский и Семёновский — полностью по иноземному образцу. К 1692 году эти полки были окончательно обучены и составили 3-й Московский выборный полк во главе с генералом А. М. Головиным, который объединил под своим началом оба «потешных» полка: во главе Преображенского поставлен полковник Ю. фон Менгден, полковником Семёновского назначен И. И. Чамберс.
Кожуховские манёвры (1694) показали Петру преимущество полков «иноземного» строя перед стрельцами. Азовские походы, в котором, наряду со стрелецким войском и иррегулярной конницей, участвовали четыре регулярных полка (Преображенский, Семёновский, Лефортовский и Бутырский полк), окончательно убедили Петра в малой пригодности войск старой организации.
Готовясь к войне со Швецией, Пётр сформировал 25 новых пехотных полков и 2 кавалерийских — драгунских. Вся новонабранная армия численностью 35-40 тысяч человек была разделена на три «генеральства» (дивизии): А. М. Головина, А. А. Вейде и князя А. И. Репнина.
Войну предполагалось начать с осады Нарвы, поэтому основное внимание уделялось организации пехоты. Операции полевой армии должна была обеспечивать поместная конница (из «новой» кавалерии успели сформировать только два драгунских полка). На создание всей необходимой военной структуры просто не хватало времени. Управление, службу боевого обеспечения, крепкий обустроенный тыл ещё предстояло создать.

### Командный состав армии Петра I
К началу Северной войны умерли учителя Петра генералы П. Гордон и Ф. Лефорт, а также генералиссимус А. С. Шеин, поэтому новая армия была вверена Ф. А. Головину, получившему чин генерал-фельдмаршала. Однако доверить прекрасному администратору, но не военачальнику свою армию в реальном бою против шведов Пётр не решился. Накануне битвы при Нарве он и Ф. А. Головин покинули русскую армию, а главное командование было вверено саксонскому фельдмаршалу герцогу де Круа, прибывшему в лагерь русского царя с целью договориться о присылке русского вспомогательного корпуса под Ригу.
«Генеральствами» в битве при Нарве командовали А. А. Вейде, А. М. Головин и новгородский губернатор И. Ю. Трубецкой (все — 1667 года рождения) — всем им было по 33 года, и никто из них раньше войсками реально не командовал, а весь боевой опыт ограничивался участием в Азовских походах. Молоды и неопытны были генерал-фельдцейхмейстер и судья Пушкарского приказа царевич А. А. Имеретинский (1674—1711) и командир гвардейскими полками генерал-майор И. И. Бутурлин (1661—1738).
Столь же молоды и неопытны были командиры ротного уровня: под Нарвой большая часть офицеров имела, по сути, такой же уровень подготовки, что и их солдаты: всего несколько месяцев муштры по новому «Краткому обыкновенному учению».
В то же время штаб-офицерские должности были заполнены опытными военачальниками, которые понесли наибольшие потери в первом сражении Северной войны.
Датский посланник Георг Грунд писал: 
Но и в пехоту, и в кавалерию всегда трудно найти умелых офицеров из их народа, ибо русское дворянство хотя гордо собой и довольно-таки высокомерно, но в душе не имеет истинного честолюбия и любви к войне, предпочитая поэтому сидеть в имениях или же скорее подарками добиваться гражданской службы, нежели по собственной охоте сражаться за отечество. Поэтому-то царь обычно отзывается о них словами, подобными тем, какие он при мне сказал покойному Головину, Шереметьеву, Головкину и Апраксину, что если из их или других родов время от времени один-единственный чем-то выделится, то это будет всё, а остальные сплошь глупцы, и примером тому их собственные братья. С иностранными офицерами бывает по-разному, так как большинство их вызывается ехать в Россию из необходимости, поскольку за границей они не могут остаться на службе; других привлекает туда жадность, ибо за границей им обещают много такого, чего могут потом и не выполнить. И все до сих пор требовали себе слишком высокие роли, обязанностей которых по крайней мере поначалу не понимали, вследствие чего было совершено много промахов, но милость Божия и счастье царя покамест предотвращали все худое.

### После поражения при Нарве
Поражение при Нарве показало, что всё нужно было начинать сначала. Обращение шведского короля Карла XII против саксонского курфюрста и польского короля Августа II дало время Петру для проведения нужных преобразований. Кампании 1701—1704 годов в Ингерманландии и Лифляндии позволили дать боевой опыт формирующимся русским частям. Общие военно-административные распоряжения Пётр I возложил на боярина Т. Н. Стрешнева.
Пётр I активно приглашал на свою службу иностранных командиров (этому препятствовала шедшая в Европе война за испанское наследство). 16 апреля 1702 года издан манифест «О вызове иностранцев в Россию». Миссия поручена вначале И. Р. Паткулю (1702), затем Г. Г. Розену (1703).
В 1705 году введён регулярный рекрутский набор. В том же году, несмотря на многие возражения, Пётр ввёл раздельное командование пехотой и конницей: пехоту возглавил генерал-фельдмаршал-лейтенант Г. Б. Огильви, конницу — генерал-фельдмаршал Б. П. Шереметев (в конце 1705 года Б. П. Шереметев был направлен в Астрахань, а чин генерала от кавалерии получил А. Д. Меншиков).
Г. Б. Огильви ввёл бригады 4-х полкового состава и дивизии по 2-3 бригады. Осенью 1706 года Г. Б. Огильви перешёл на службу саксонского курфюрста; после этого русскую пехоту возглавил возвращённый в действующую армию Б. П. Шереметев, а конницей продолжил командовать князь А. Д. Меншиков.
К началу похода Карла XII против России (лето 1708 года) пехота полевой русской армии состояла из 32 пехотных полков, 4 гренадерских полков и 2 гвардейских полков (всего 57 тыс. человек). Русская конница в 1709 году состояла из 3 конногренадерских, 30 драгунских полков и трёх отдельных эскадронов (Меншикова Генеральный, Козловский и Домашний Б. П. Шереметева). Генералы и офицеры приобрели нужный практический опыт.
В состав русской армии также входили гарнизонные пехотные полки и части ландмилиции. Кроме того, стрелецкие полки просуществовали до второй половины XVIII века: в 1708 году их было 14, в 1713-м — не менее 4-х.
Изначально армейские полки, за редким исключением, именовались по имени командира полка; смена командира вела к изменению наименования полка. В 1708 году пехотные полки получили постоянные названия по названиям городов и местностей России — важнейший этап военного строительства, свидетельство создания постоянной регулярной армии. В качестве примера была взята шведская система индельты.
В итоге за время Северной войны 1700—1721 годов была создана новая русская армия, построенная на рекрутской повинности. Она стала постоянной и регулярной, в ней без различия сословия обязаны были служить все люди Русского государства (кроме жителей части национальных окраин). Одновременно с созданием самой армии вырабатывалось и управление этой военной силой страны, создавались учреждения, ведавшие хозяйством войска, боевой подготовкой солдат и офицеров, обмундированием и снаряжением. К концу царствования Петра эти функции были переданы Военной коллегии с подчинёнными ей ведомствами, во главе которых стояли: генерал-провиантмейстер, генерал-кригскомиссар (главный военный судья), генерал-фельдцейхмейстер (начальник артиллерии, инженеров и сапёрной части) и генералитет (генеральный штаб).

## Пехотный полк при Петре I
Пехотный полк петровских времён состоял из двух батальонов, за некоторым исключением: Преображенский лейб-гвардии полк имел в своём составе 4 батальона, Семёновский лейб-гвардии полк, Ингерманландский и Киевский пехотные полки — по три.
Каждый батальон имел по четыре роты, роты делились на четыре плутонга. Во главе роты стоял капитан. Он должен был «воспитывать» свою роту в военном отношении и для этого все «воинские порядки благоразуметь». Кроме командира, в роте полагалось ещё три офицера — поручик, подпоручик и прапорщик. Поручик был помощником ротного командира и должен был обо всём «во все дни подробно рапортовать» последнему. Подпоручик помогал поручику, прапорщик же обязан был нести в строю знамя; кроме того он должен был «по вся дни посещать немощных» и ходатайствовать за нижних чинов «егда они в наказание впадут».
Среди начальников из низших чинов первое место занимали в роте два сержанта, которым было «очень много дела в роте»; подпрапорщик имел своей задачей заменять при знамени прапорщика, каптенармус заведовал оружием и амуницией, капралы командовали плутонгами.
Во главе полка стоял полковник; по уставу, он должен «как капитан в своей роте, такое же и ещё боле у своего полку первое почтение иметь». Подполковник помогал командиру полка, премьер-майор командовал одним батальоном, секунд-майор — другим; причём первый майор считался старше секунд-майора и имел кроме командования, обязанность заботиться, «в добром ли состоянии обретается полк как в числе солдат, так в их оружии, амуниции и мундире».

## Конница
Разнообразную конницу начала правления Петра (рейтар, копейщиков, гусар) в армии Петра заменили драгунские полки. К 1700 году в новой русской армии было сформировано два драгунских полка. После поражения при Нарве Пётр формирует ещё 12 драгунских полков; в дальнейшем формируются новые драгунские полки. В течение 1701—1711 годов в России было сформировано 33 драгунских полка.
В 1704 году сформировано первое «драгунское генеральство» из 6 драгунских полков под началом генерал-майора К. Э. Ренне.
Драгунский (конно-гренадерский) полк состоял из 5 эскадронов (по 2 роты в каждом) и насчитывал 1200 человек. В драгунском полку 9 рот были фузилёрными и одна гренадерская. Отдельный эскадрон состоял из 5 рот (600 человек). По штатам 1711 года в полку значилось штаб- и обер-офицеров — 38 человек, унтер-офицеров — 80 человек, рядовых — 920 человек, нестроевых — 290 человек. В роте состояло 3 обер-офицера, унтер-офицеров — 8, рядовых драгун — 92.

### Гусары
В апреле 1707 года Петр I, для увеличения регулярной конницы, поручил сербскому полковнику Апостолу Кичичу сформировать полк гусар из проживавших в Южной России волошских, молдавских, сербских и других южнославянских выходцев. В результате была сформирована так называемая Волошская хоронгвь или Волошские полевые полки:
- полковника Апостола Кичича;
- полковника Василия Танского;
- полковника Михаила Брашевяна;
- полковника Сербина.

Эти формирования участвовали в Северной войне. Ко времени Прутского похода 1711 года их число (Волошских полевых полков) увеличилось до шести, и были ещё сформированы Сербская и Польская хоронгвы. Сербская и Польская хоронгвы к концу 1711 года были распущены, за исключением 1 500 человек личного состава, составивших три команды: Венгерскую, Волошскую и Казачью, по 500 человек личного состава, в каждой. К 1721 году и эти команды были расформированы.

## Артиллерия
Артиллерия петровских времён состояла из 12-, 8-, 6- и 3-фунтовых орудий (фунт равен чугунному ядру с диаметром в 2 английских дюйма (5,08 см); весовой фунт превышается при этом в 20 золотников (85,32 кг), однопудовых и полупудовых гаубиц, пудовых и 6-пудовых мортир (пуд равен 16,38 кг). Это была неудобная для транспортировки артиллерия: 12-фунтовая пушка, например, весила с лафетом и передком 150 пудов, везли её 15 лошадей. Трёхфунтовые орудия составляли полковую артиллерию; сначала таких пушек полагалось две на батальон, а с 1723 года ограничивались двумя на полк. Эти полковые пушки весили около 28 пудов (459 кг). Дальнобойность орудий тех времён была очень незначительная — около 150 сажен (320 м) в среднем — и зависела от калибра орудия.
Из пушкарей и гранатчиков прежних времён Пётр приказал сформировать в 1700 году особый артиллерийский полк; для подготовки же артиллеристов были учреждены школы: инженерная и навигационная в Москве и инженерная в Санкт-Петербурге. Оружейные заводы на Охте и в Туле, организованные Петром, производили для армии артиллерию и ружья.

## Гарнизонные войска
Гарнизонные войска в русской императорской армии предназначались для несения гарнизонной службы в городах и крепостях в военное время. Созданы Петром I в 1702 году из городовых стрельцов, солдат, рейтаров и других. В 1720 году гарнизонные войска состояли из 80 пехотных и 4-х драгунских полков. Во 2-й половине XIX века преобразованы в местные войска (гарнизонная артиллерия — в крепостную артиллерию).

## Вооружение и обмундирование

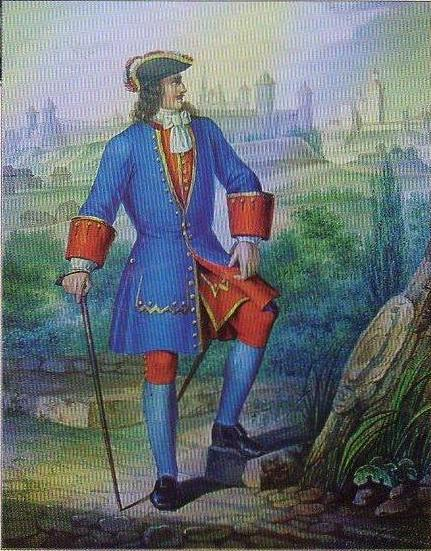
Офицер лейб-гвардии Семёновского полка с 1700 по 1720 год.
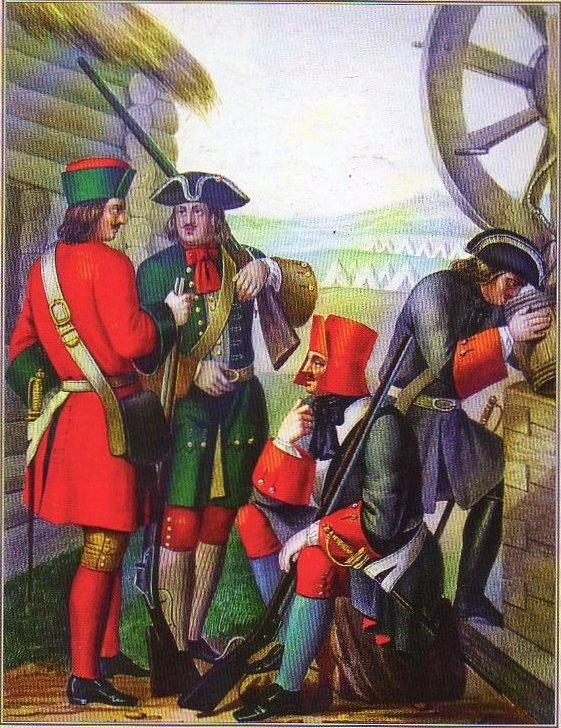
Фузелёры пехотных полков с 1700 по 1720 год.
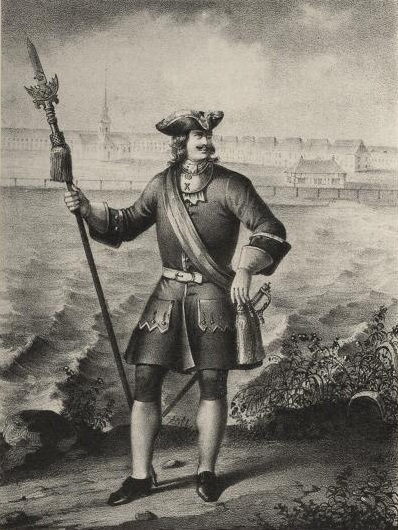
Офицер пехотного полка (1700 - 1732 годы)
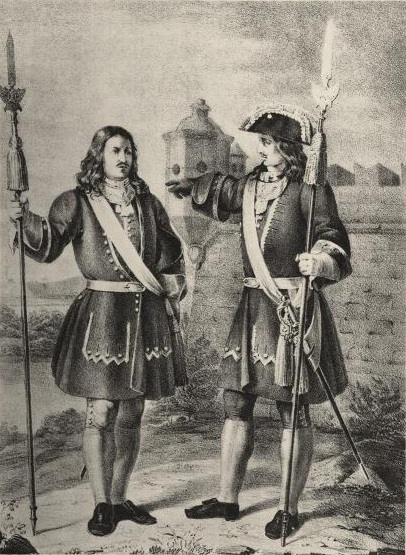
Обер-офицер и штаб-офицер лейб-гвардии Преображенского полка (1700 - 1732 годы)
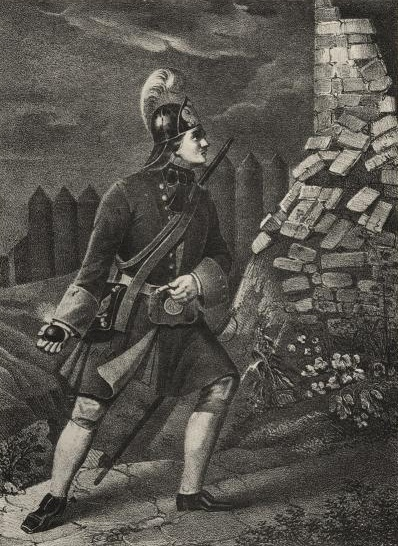
Рядовой гренадер Преображенского полка (1700 - 1732 годы)
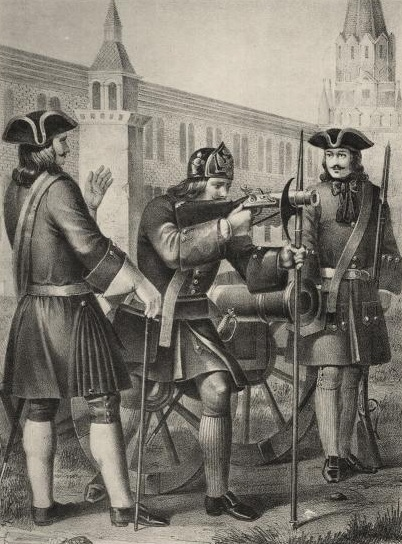
Офицер, бомбардир и фузелёр артиллерийского полка (1700 - 1720 годы)
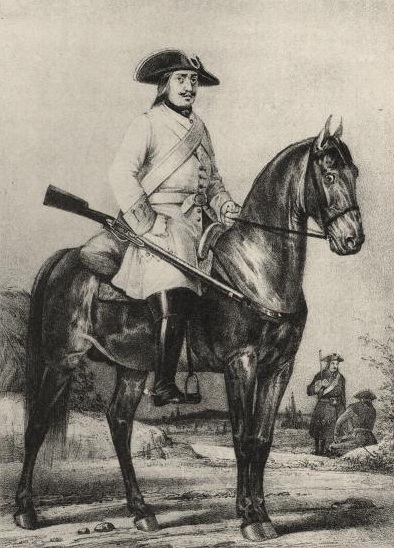
Фузилер Драгунского полка, с 1700 по 1720 год

Вооружение каждого солдата состояло из шпаги с портупеей и фузеи. Фузея — ружьё, весившее около 14 фунтов; его пуля весила 8 золотников; замок фузеи был кремнёвый; на фузею насаживался в нужных случаях багинет — пяти- или восьмивершковый трёхгранный штык. Патроны помещались в кожаных сумках, прикреплённых к перевязи, к которой привязывалась ещё роговая натруска с порохом. Каптенармусы и сержанты вместо фузеи были вооружены алебардами — топорами на трёхаршинном древке.
Одна из рот в каждом полку называлась гренадерской, и особенностью её вооружения были фитильные бомбочки, хранившиейся у гренадера в особой сумке; фузеи гренадера были немного легче и солдаты при бросании бомбы могли свои фузеи на ремне закладывать за спину. Нижние чины артиллерии были вооружены шпагами, пистолетами и некоторые — ещё особой «мортирцей». Эти «мортирцы» были чем-то средним между фузеей и маленькой пушкой, прикреплённой к фузейному ложу с фузейным замком; при стрельбе из мортирец их приходилось поддерживать особой алебардой; длина мортирцы равнялась 13 вершкам, стреляла же она бомбочкой, равнявшейся фунтовому ядру. Каждому солдату полагался ранец для носки вещей. Драгуны для пешего боя были вооружены фузеей, а для конного — палашом и пистолетом.
С 1700 года обмундирование солдата состояло из небольшой приплюснутой поярковой треуголки, кафтана, епанчи, камзола и штанов. Шляпа была чёрного цвета, края полей были обшиты тесьмой, и с левой стороны прикреплялась медная пуговица. При выслушивании приказаний от старших младшие снимали шляпу и держали её слева подмышкой. Волосы носили солдаты и офицеры длинные до плеча и в парадных случаях пудрили их мукой.
Кафтаны у пехотинцев были из зелёного сукна, а у драгун — из синего, однобортные, без воротника, с красными обшлагами. Мерой кафтан был до колен и снабжался медными пуговицами; епанча для кавалерии и пехоты строилась из красного сукна и имела два воротника: это была узкая накидка, доходившая до колен и плохо защищавшая от дождя и снега; сапоги — длинные, с лёгкими раструбами — носили только в караулах и при походе, а обыкновенной обувью являлись чулки и тупоносые смазные башмаки с медной пряжкой; чулки у армейских солдат были зелёного цвета, а у преображенцев и семёновцев после нарвского поражения — красные, по преданию, в память того дня, когда бывшие «потешные» полки не дрогнули, при всеобщей «конфузии» под натиском Карла XII.
Гренадеры гвардии отличались от фузилёров только головным убором: вместо треугольной шляпы они носили кожаные каски со страусовым пером. Покрой офицерского мундира был тот же, что и у солдат, только обшитый по краям и по борту золотым галуном, пуговицы были тоже золоченые, галстук, вместо чёрного суконного, как у солдат, был белый полотняный. К шляпе прикреплялся плюмаж из белых и красных перьев. При парадной форме офицеры должны были иметь на головах пудреные парики. От рядового отличал офицера ещё бело-сине-красный шарф с серебряными, а у штаб-офицера — с золотыми кистями, который носили высоко на груди, у воротника. Вооружены офицеры были шпагой и в строю имели ещё протазан, или, по-тогдашнему, «партазан» — род копья на трёхаршинном древке. Гренадерские офицеры имели вместо протазана лёгкую фузею на золотом ремне.

## Содержание армии
К концу царствования Петра регулярная армия насчитывала в своих рядах более 200 тысяч солдат всех родов войск и свыше 100 тысяч нерегулярной казачьей конницы и калмыцкой кавалерии. Для 13 млн населения петровской России это было тяжёлое бремя — содержать и кормить такое многочисленное войско. По смете, составленной в 1710 году, на содержание полевой армии, гарнизонов и флота, на артиллерию и другие военные расходы шло немногим более трёх миллионов рублей, тогда как на остальные нужды казна тратила только 800 тысяч с небольшим: войско поглощало 78 % всего бюджета расходов.
Для разрешения вопроса финансирования армии Пётр велел указом от 18 (29) ноября 1718 года сосчитать количество податного населения России, всем землевладельцам, светским и церковным, было приказано дать точные сведения, сколько у них по деревням живёт душ мужского пола, включая стариков и младенцев. Сведения потом проверили особые ревизоры. Затем точно определили количество солдат в армии и вычислили, по сколько душ, насчитанных по переписи, приходится на каждого солдата. Затем вычислили, сколько стоит в год полное содержание солдата. Тогда стало ясно, каким налогом следует обложить каждую платящую подати душу, чтобы покрыть все расходы по содержанию армии. По этому расчёту на каждую податную душу пришлось: 74 копейки на владельческих (крепостных) крестьян, 1 рубль 14 копеек на государственных крестьян и однодворцев; 1 рубль 20 копеек на мещан.
Указами 10 (21) января и 5 (16) февраля 1722 года Пётр изложил Сенату и самый способ прокормления и содержания армии, предлагал произвести «раскладку войска на землю». Полки военные и пешие должны были содержать их. В новозавоёванных областях — Ингрии, Карелии, Лифляндии и Эстляндии — не было произведено переписи, и сюда должны были назначаться на постой полки, прокорм которых был возложен на отдельные провинции, не нуждавшиеся в постоянной военной охране.
В Военной коллегии составили роспись полков по местностям, а для самого расквартирования командировали 5 генералов, 1 бригадира и 4 полковников — по одному в каждую губернию. Получив от Сената для раскладки, и из Военной коллегии — список полков, которые в данной местности предстояло расположить, посланный штаб-офицер, прибыв в свой округ, должен был созвать местное дворянство, объявив ему правила раскладки и пригласить к содействию раскладчикам. Полки размещались так: на каждую роту отводился сельский округ с таким количеством населения, чтобы на каждого пехотинца приходилось 35 душ, а на конного — 50 душ мужского населения. Инструкция предписывала раскладчику настаивать на расселении полков особыми слободами, чтобы не расставлять их по крестьянским дворам и тем не вызвать ссоры крестьян с постоялыми. С этой целью раскладчики должны были уговаривать дворян построить избы, по одной для каждого унтер-офицера и по одной для каждых двух солдат. Каждая слобода должна была вместить в себе не менее капральства и находиться в таком расстоянии от другой, чтобы конная рота была размещена на протяжении не далее 10 вёрст, а пешая — не далее 5 вёрст, конный полк — на протяжении 100, а пеший — 50 вёрст. В середине ротного округа предписывалось дворянству построить ротный двор с двумя избами для обер-офицеров роты и с одной для низших служителей; в центре расположения полка дворяне обязывались выстроить двор для полкового штаба с 8 избами, госпиталем и сараем.
Расположив роту, раскладчик передавал ротному командиру список деревень, по которым рота размещена, с обозначением числа дворов и занесённого в перечень количества душ в каждой; другой такой же список раскладчик вручал помещикам тех деревень. Точно так же он составлял список селений, по которым размещался целый полк, и передавал его полковому командиру. Дворяне каждой провинции должны были сообща заботиться о содержании размещённых в их местности полков и для этого избрать из своей среды особого комиссара, на которого и возлагалось заботиться о своевременном сборе денег на содержание полков, поселённых в данной местности, и вообще быть ответственным перед дворянством приказчиком и посредником сословия в сношениях с военной властью. С 1723 года этим выборным земским комиссарам предоставляется исключительное право сбора подушной подати и недоимок.
Полк, поселённый на данной местности, не только жил за счёт населения, содержавшего его, но и должен был, по замыслу Петра, сделаться орудием местного управления: кроме строевых учений на полк возлагалось множество чисто полицейских обязанностей. Полковник с офицерами обязаны были преследовать воров и разбойников в своём дистрикте, то есть месте расположения полка, удерживать крестьян своего округа от побегов, ловить бежавших, наблюдать за беглыми, приходящими в дистрикт со стороны, искоренять корчемство и контрабанду, помогать лесным надсмотрщикам в преследовании незаконных лесных вырубок, посылать с чиновниками, которые командируются в провинции от воевод, своих людей, чтобы эти люди не позволяли чиновникам разорять уездным обывателей, а чиновникам помогали справляться со своевольством обывателей.
По инструкции, полковое начальство должно было сельское население уезда «от всяких налогов и обид охранять». В. О. Ключевский пишет по этому поводу:

На деле это начальство, даже помимо своей воли, само ложилось тяжёлым налогом и обидой на местное население и не только на крестьян, но и на землевладельцев. Офицерам и солдатам воспрещено было вмешиваться в хозяйственные распоряжения помещиков и в крестьянские работы, но пастьба полковых лошадей и домашнего офицерского и солдатского скота на общих выгонах, где пасли свой скот и землевладельцы и крестьяне, право военного начальства требовать в известных случаях людей для полковых работ и подводов для полковых посылок и, наконец, право общего надзора за порядком и безопасностью в полковом округе — всё это должно было создавать постоянные недоразумения у военного начальства с обывателями.

Обязанное следить за плательщиками подушной подати, кормящей полк, полковое начальство производило этот надзор самым неудобным для обывателя способом: крестьянин, если хотел уйти на работу в другой дистрикт, должен был получить отпускное письмо от землевладельца или приходского священника. С этим письмом он шёл на полковой двор, где это отпускное письмо регистрировал в книге земский комиссар. Вместо письма крестьянину выдавался особый билет за подписью и печатью полковника.
Предположенные отдельные солдатские слободы нигде выстроены не были, а начатые не были закончены, и солдаты размещались по обывательским дворам. В одном указе 1727 года, вводившем некоторые изменения в сборе подушной подати, правительство само признало весь вред от такого размещения солдат, оно признало, что «бедные российские крестьяне разоряются и бегают не только от хлебного недорода и подушной подати, но и от несогласия у офицеров с земскими правителями, а у солдат с мужиками». Драки у солдат с мужиками были постоянные.
Наиболее тяжёлым бремя военного постоя становилось в периоды сбора подушной подати, которую собирали земские комиссары с прикомандированными к ним «для аншталту», то есть для порядка, военными командами с офицером во главе. Подать вносилась обыкновенно по третям, и три раза в год земские комиссары с воинскими людьми объезжали сёла и деревни, производя сборы, взимая штрафы с неплательщиков, распродавая добро неимущих, кормясь за счёт местного населения. «Каждый объезд продолжался два месяца: шесть месяцев в году сёла и деревни жили в паническом страхе под гнётом или в ожидании вооружённых сборщиков. Мужикам бедным страшен один въезд и проезд офицеров и солдат, комиссаров и прочих командиров; крестьянских пожитков в платеже податей недостаёт, и крестьяне не только скот и пожитки продают, но и детей закладывают, а иные и врознь бегут; командиры, часто применяемые, такого разорения не чувствуют; никто из них ни о чём больше не думает, как только о том, чтобы взять у крестьянина последнее в подать и этим выслуживаться», — гласит мнение Меншикова и других высоких чинов, представленное в Верховный Тайный Совет в 1726 году. Сенат в 1725 году указывал, что «платежом подушных денег земские комиссары и офицеры так притесняют, что крестьяне не только пожитки и скот распродавать принуждены, но многие и в земле посеянный хлеб за бесценок отдают и оттого необходимо принуждены бегать за чужие границы».
Бегство крестьян достигло огромных размеров: в Казанской губернии в местности расселения одного пехотного полка менее чем через два года такого военно-финансового хозяйствования полк не досчитывал в своём дистрикте 13 тысяч душ, что составляло больше половины ревизских душ, обязанных их содержать.

## Производство в чины и обучение
Производство в чины в петровской армии происходило в порядке строгой постепенности. Каждая новая вакансия замещалась по выбору офицеров полка; в чин до капитана утверждал командир «генеральства», то есть корпуса — генерал-аншеф, а до полковника — генерал-фельдмаршал. Патенты на все чины до 1724 года выдавались за подписью самого государя. Производство в полковничьи и генеральские чины зависело от государя. Чтобы родовые связи, покровительство, приязнь и дружба не проводили в среду офицерства людей, не знакомых с военным делом, Пётр указом 1714 года постановил: «Так как многие производят сродников своих и друзей в офицеры из молодых, которые с фундамента солдатского дела не знают, ибо не служили в низких чинах, а некоторые служили только для вида по нескольку недель или месяцев, поэтому таким требуется ведомость, сколько таких чинов есть с 1709 года, а впредь сказать указ, чтоб и дворянских пород и иных со стороны отнюдь не писать, которые не служили солдатами в гвардии». Списки производимых в чины лиц Пётр часто просматривал сам.
В 1717 году Пётр разжаловал подполковника Мякишева «в Преображенский полк в бомбардирскую роту в солдаты для того, что он тот чин достал происком, а не службой».
Царь следил, чтобы дворяне, поступившие солдатами в гвардейские полки, проходили в них известное военное образование, «приличное офицерству».
В особых полковых школах дворянские недоросли (до 15-летнего возраста) проходили арифметику, геометрию, артиллерию, фортификацию, иностранные языки. Обучение офицера не прекращалось и после поступления на службу.
В Преображенском полку Пётр требовал, чтобы офицеры знали «инженерство». Для этого в 1721 году при полку была учреждена особая школа.
Сделав гвардейские полки как бы школами для изучения всего, что «доброму офицеру ведать надлежит», продолжалась и практика обучения за границей.
В 1716 году был издан Воинский устав, строго определявший права и обязанности военных их службу.

## Результаты петровских преобразований в армии
К концу царствования Петра I численность регулярных сухопутных войск достигала 210 тыс. (из них числилось 2600 в гвардии, 41 560 в коннице, 75 тыс. в пехоте, 14 тыс. в гарнизонах) и до 110 тыс. иррегулярных войск.
В результате петровских преобразований Россия получила постоянную, регулярную, централизованно снабжаемую современную армию, которая впоследствии успешно воевала в том числе и с армиями ведущих европейских держав (Семилетняя война, Отечественная война 1812 года) на протяжении более чем столетия (до Крымской войны, когда выявилось качественное преимущество её противников: нарезное оружие и паровые двигатели на кораблях). Также новая армия послужила средством, позволившим России переломить ход борьбы с Османской империей, получить выход к Чёрному морю и распространить своё влияние на Балканах и в Закавказье. Однако, преобразование армии было частью общего курса на абсолютизацию власти монарха и ущемление в правах самых различных социальных слоёв российского общества. В частности, несмотря на упразднение поместной системы, с дворян не была снята обязанность службы, а функционирование промышленности, необходимой для технического оснащения армии, обеспечивалось путём использования крепостного труда наряду с вольнонаёмным.